# Флехтинген
Флехтинген (нем. Flechtingen) — община в Германии, в земле Саксония-Анхальт.
Входит в состав района Оре. Подчиняется управлению Флехтинген.  Население составляет 2794 человека (на 31 декабря 2010 года). Занимает площадь 42,73 км².
Коммуна подразделяется на 4 сельских округа.

## Ссылки

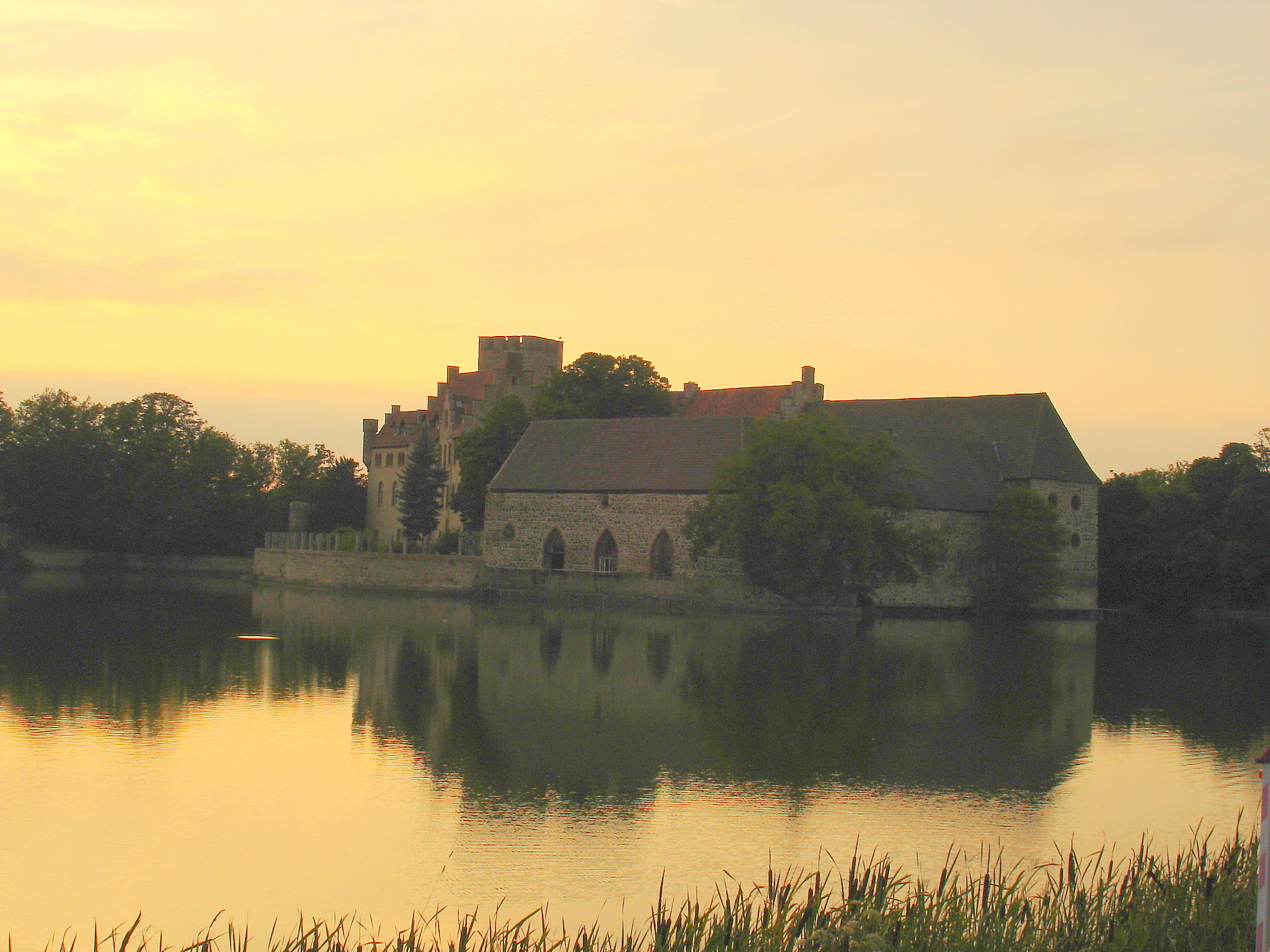
Wasserburg Flechtingen